# Tripti Dimri
Tripti Dimri, née le 23 février 1994, est une actrice indienne qui travaille dans l'industrie cinématographique indienne. 

## Biographie
Elle fait ses débuts en 2017 avec le film Poster Boys. Elle joue dans les films Laila Majnu et Bulbbul,. Elle reçoit à la fois les éloges de la critique et de bonnes audiences pour son travail dans ces deux films,,.  

## Filmographie
- 2017 : Poster Boys : Riya
- 2018 : Laila Majnu : Laila
- 2020 : Bulbbul : Bulbbul